# Samantha Shelton
Samantha Shelton (ur. 15 listopada 1978 w Los Angeles w Kalifornii, USA), amerykańska aktorka, siostra aktorki Marley Shelton, córka producenta i reżysera Christophera Sheltona.
Zagrała wraz z siostrą Marley w czarnej komedii wyreżyserowanej przez ich ojca pt. Between Us.